# Phrurolithus sordidus
Espèce
Phrurolithus sordidus est une espèce d'araignées aranéomorphes de la famille des Phrurolithidae.

## Répartition
Cette espèce se rencontre en Asie centrale et en Russie.

## Systématique
Le nom valide complet (avec auteur) de ce taxon est Phrurolithus sordidus Savelyeva (d), 1972.

### Publication originale
- (ru) L. G. Savelyeva, « [New species and subspecies of the family Clubionidae (Aranei) from the East-Kazakhstan district] », Zoologicheskiĭ Zhurnal, 1972, vol. 51, p. 1404-1407.